# أندري فرامبتون
اندري فرامبتون (بالإنجليزية: Andrew Frampton) (3 سبتمبر 1979 بويمبلدون في المملكة المتحدة - ) هو لاعب كرة قدم بريطاني في مركز الدفاع. لعب مع سويندون تاون وكريستال بالاس ونادي برينتفورد ونادي غيلينغهام ونادي ميلوول ونادي ليتون أورينت وإيه أف سي ويمبلدون.

## وصلات خارجية
- أندري فرامبتون على موقع قاعدة بيانات كرة القدم.إي يو (الإنجليزية)
- أندري فرامبتون على موقع Soccerbase.com (لاعب) (الإنجليزية)
- أندري فرامبتون على موقع Soccerway.com (الإنجليزية)